# Aj, aj, aj
"Aj, aj, aj", "Aj, aj, aj (det bultar och det bankar)", text och melodi av Rune Wallebom, är en dansbandslåt som i inspelning av Schytts låg på Svensktoppen 9 september-9 december 1973. Låten toppade listan. Den har också spelats in av bland andra Matz Bladhs och Roosarna.
Sångtexten beskriver lättsamt ett kärleksmöte på ett party tills jag-personen får reda på att du-personen redan är gift och har barn, och beskriver därefter känslorna som uppstår hos jag-personen.
Då Schytts 1976 spelade in albumet Änglalåtar hade Gert Lengstrand försett den med ny text, Aj, aj, aj (det rasslar uti nätet), vilket även gjorde den till fotbollslåt.
I Dansbandskampen 2008 framfördes låten av Jonas Näslund och Jive. Dock inte live i Sveriges Televisions sändningar då man slogs ut redan före momentet "Dansbandsklassikern". Däremot fanns versionen på Dansbandskampens officiella samlingsalbum. Ett av de deltagande banden i Dansbandskampen, Bengt Hennings, släppte en version av låten på albumet Låt kärleken slå till 2009. I Dansbandskampen 2009 framfördes låten av Zekes. Bandet tolkade 2010 även låten på albumet En så'n natt. I Dansbandskampen 2010 framfördes låten av Patrik's Combo.
Låten är en av titlarna i boken Tusen svenska klassiker (2009).

## Övrigt
I radioprogrammet Framåt fredag, där berömda melodier fått ny text med samtida dagsaktuella ämnen som tema, skrevs en text som heter "Oj, oj, oj".
låten har översatts till norska av BlySky, norska versionen heter Ai, Ai, Ai (se länk)
https://spotify.link/4YN315Qn4Db

### Fotnoter
1. ↑  Svensktoppen - 1973
2. 1 2  Gradvall et al 2009, #382
3. ↑  Information i Svensk mediedatabas.
4. ↑  Information i Svensk mediedatabas.
5. ↑  ”Dansbandskampen”. 25 februari 2010. Arkiverad från originalet den 25 november 2010. https://web.archive.org/web/20101125170843/http://svt.se/2.136446/1.2199569/alla_latar_och_nummer_i_del_2. Läst 7 juli 2011.
6. ↑  Framåt fredag - Oj, oj, oj